# Gunnar Sønsteby
Gunnar Fridtjof Thurmann Sønsteby DSO (ur. 11 stycznia 1918 w Rjukanie, zm. 10 maja 2012 w Oslo) – jeden z najwybitniejszych członków norweskiego ruchu oporu podczas okupacji tego kraju przez nazistowskie Niemcy w okresie II wojny światowej, bohater narodowy. Najczęściej honorowany Norweg w historii i jedyny, którego trzykrotnie odznaczono Krzyżem Wojennym. W czasie okupacji używał kilku pseudonimów, m.in. „Kjakan”, „Krogh”, „Primus”, „Gunnar Lier”, „Erling Fjeld”, „Harald Sørensen”, „Hans Jacobsen”, czy najbardziej znanego – „Nr. 24”. Dopiero pod koniec wojny Gestapo poznało jego prawdziwe personalia. Jego pomnik, autorstwa Pera Unga, został odsłonięty w 2007 r. w Oslo przez króla Haralda V.

## Życiorys

### Rodzina i czasy młodzieńcze
Jego rodzicami byli Gustav i Margit Sønsteby. Ojciec przez prawie 40 lat pracował w fabryce saletry w Rjukanie, natomiast matka pochodziła z rolniczej rodziny w Heddal, prowadząc firmę krawiecką w rodzinnym mieszkaniu. Nastoletni Sønsteby spędzał dużo czasu w górach otaczających dolinę Vestfjorddalen, w której usytuowane jest jego rodzinne miasto. W czasach szkolnych uczył się języka angielskiego. Wśród członków jego klasy, która w 1937 r. ukończyła szkołę średnią w Rjukanie, znajdowali się późniejsi bojownicy norweskiego ruchu oporu: Knut Haugland, Halvor Rivrud, Olav Skogen, Leif Nilsen, Rolf Solem, Knut Berge oraz Einar Nordgaard. W 1937 r. przeprowadził się do Oslo, gdzie najpierw odbył służbę wojskową w elitarnym batalionie lekkiej piechoty – Hans Majestet Kongens Garde (pol. Gwardii Jego Królewskiej Mości), a następnie rozpoczął studia na tamtejszym uniwersytecie z zakresu ekonomii społecznej, imając się różnych prac dorywczych. Mieszkając w stolicy rozwijał również pasję do wycieczek górskich i narciarstwa.

### Działalność w ruchu oporu
Gdy w kwietniu 1940 r. Niemcy zaatakowały Norwegię, Sønsteby pracował jako asystent księgowego w firmie Gjensidige. Bardzo szybko dołączył do sił norweskich, działających w regionie Østlandet w południowo-wschodniej Norwegii. Wraz z innymi ochotnikami spotykał się w lasach Nordmarka, zostając przydzielonym do kompanii narciarskich walczących w bitwie pod Ringerike, a następnie pod Gausdal. Podczas walk zachorował na zapalenie płuc i został hospitalizowany w szpitalu Ullevaal. Pracował jako asystent audytora w Rjukanie, a następnie w firmie księgowej w Oslo. Działał w kręgu studenckiego przywódcy Knuta Møyena, w ramach konspiracyjnej organizacji wojskowej Milorg. Kilkukrotnie podróżował do miejscowości okręgu Telemark, by nawiązać kontakty z lokalnymi liderami Milorgu w Kongsbergu, Porsgrunnie, Notoddenie, czy Rjukanie. Udzielał się w wydawaniu nielegalnej gazety „Vi vil oss et land” (Żądamy kraju dla siebie). W tym czasie poznał również swego późniejszego przyjaciela – Knuta Hauglanda, który - dzięki nabytym wcześniej umiejętnościom - zajmował się nawiązywaniem łączności radiowej z Wielką Brytanią. W 1941 r. Sønsteby przedostał się do Szwecji, gdzie nawiązał kontakt z brytyjską tajną agencją rządową – Special Operations Executive (SOE), stając się bezpośrednim kontaktem tej organizacji z norweskimi grupami oporu w okręgu Oslo. Jego pierwsza próba przedostania się do Anglii nie powiodła się z powodu odmrożenia nogi w drodze do portu w Ålesund. Wrócił do Szwecji i przez cały 1941 r. wykonywał liczne misje kuriersko-wywiadowcze do Norwegii dla ambasady brytyjskiej w Sztokholmie. W 1942 r. wziął udział w pierwszej spektakularnej akcji – przemycie z Banku Norwegii matryc do drukowania koron norweskich dla rządu tego kraju na uchodźstwie. W 1942 r. był przez trzy miesiące więziony przez szwedzką policję, jednak ostatecznie udało mu się przekonać funkcjonariuszy, że nie jest poszukiwanym Gunnarem Sønstebym. Wrócił do Norwegii, gdzie w kwietniu 1943 r. został schwytany przez Gestapo. Cudem udało mu się uciec z aresztu i przedostać do Sztokholmu. Stamtąd wysłano go do Wielkiej Brytanii, gdzie w czerwcu 1943 r. - po przejściu szkolenia - zaciągnął się do Kompani Linge, utworzonej w celu wzięcia udziału w - dowodzonych przez Brytyjczyków - operacjach wojskowych w Norwegii. Po przeszkoleniu, w październiku 1943 r. wrócił do Norwegii i od tego czasu dowodził tzw. Gangiem z Oslo (norw. Oslogjengen), działając m.in. z Maxem Manusem. W ramach Kompani Linge Sønsteby uczestniczył w wielu akcjach sabotażowych przeciwko okupantowi, m.in. wysadzeniu archiwum i biura mobilizacji przymusowej, aby powstrzymać niemieckie plany wysłania młodych Norwegów na front wschodni, detonacji magazynu niemieckich silników lotniczych w Bjølsenhallen w Osło (sierpień 1944 r.), zburzeniu fabryki broni w Kongsbergu (17 września 1944), zniszczeniu lokomotyw w fabryce taboru kolejowego w Skabo (wrzesień 1944 r.), eksplozja zakładu magazynowania ropy Vakuum Pil Co w Sørendze (1 października 1944), czy zbombardowaniu budynku administracji kolei państwowych (14 marca 1945).

## Odznaczenia
- Krzyż Wojenny (trzykrotnie) – 16 sierpnia 1946[5]
- Krzyż Komandorski Orderu Świętego Olafa – 27 stycznia 2007[5]
- H.M. Kongens Erindringsmedalje (srebrny) – 1946[5]
- Medal za Służbę w Siłach Zbrojnych Norwegii z wieńcem laurowym – 2007[5]
- Medal Obrony 1940–1945 z rozetą[5]
- Medal Pamiątkowy 70-lecia Haakona VII[5]
- Medal Wolności – 1945[5]
- Order Wybitnej Służby[5]
- Gwiazda za Wojnę 1939–1945[5]
- Medal Obrony[5]
- Medal „Pro Memoria”[5]

## Link zewnętrzny
- Great Norwegian war hero dies. warhistoryonline.com, 2012-05-12. [dostęp 2012-05-12]. [zarchiwizowane z tego adresu (2015-01-29)]. (ang.).